# Кодан
Кодан (фр. Caudan) — коммуна на северо-западе Франции, находится в регионе Бретань, департамент Морбиан, округ Лорьян, кантон Ланестер. Расположена в 10 км к северу от Лорьяна. Через территорию коммуны проходит национальная автомагистраль N165. Западная граница коммуны проходит по реке Скорф.
Население (2019) — 6 920 человек.

## Достопримечательности
- Современная приходская церковь Святых Петра и Павла, построенная в 1960-х годах на месте старой церкви, неоднократно перестраиваемой — последний раз в 1898 году — и уничтоженной во время бомбардировок немецкой авиации во время Второй мировой войны
- Часовня Нотр-Дам-де-Трескоэ XII века
- Многочисленные мегалитические памятники — дольмены, тумулус Локуарн-Бьян, крытая аллея Кербле

## Экономика
Структура занятости населения:
- сельское хозяйство — 2,0 %
- промышленность — 20,0 %
- строительство — 11,5 %
- торговля, транспорт и сфера услуг — 43,9 %
- государственные и муниципальные службы — 22,6 %

Уровень безработицы (2018) — 9,0 % (Франция в целом —  13,4 %, департамент Морбиан — 12,1 %). 

Среднегодовой доход на 1 человека, евро (2018) — 22 710 (Франция в целом — 21 730, департамент Морбиан — 21 830).

## Демография
Динамика численности населения, чел.

## Администрация
Пост мэра Кодана с 2020 года занимает Фабрис Вели (Fabrice Vély). На муниципальных выборах 2020 года возглавляемый им центристский блок победил в 1-м туре, получив 79,20 % голосов.
| Период | Период | Фамилия           | Партия        | Примечания                           |
| ------ | ------ | ----------------- | ------------- | ------------------------------------ |
| 1959   | 1971   | Жан Годен         | Разные правые |                                      |
| 1971   | 1977   | Жан Ле Гулья      | Разные правые |                                      |
| 1977   | 2001   | Жозеф Ле Раваллек | Разные правые | фермер, руководитель сельхозагенства |
| 2001   | 2020   | Жерер Фалькеро    | Разные правые | инженер, член Совета департамента    |
| 2020   |        | Фабрис Вели       | Разные правые | инженер                              |

## Города-побратимы
- Прайст, Германия

## Галерея

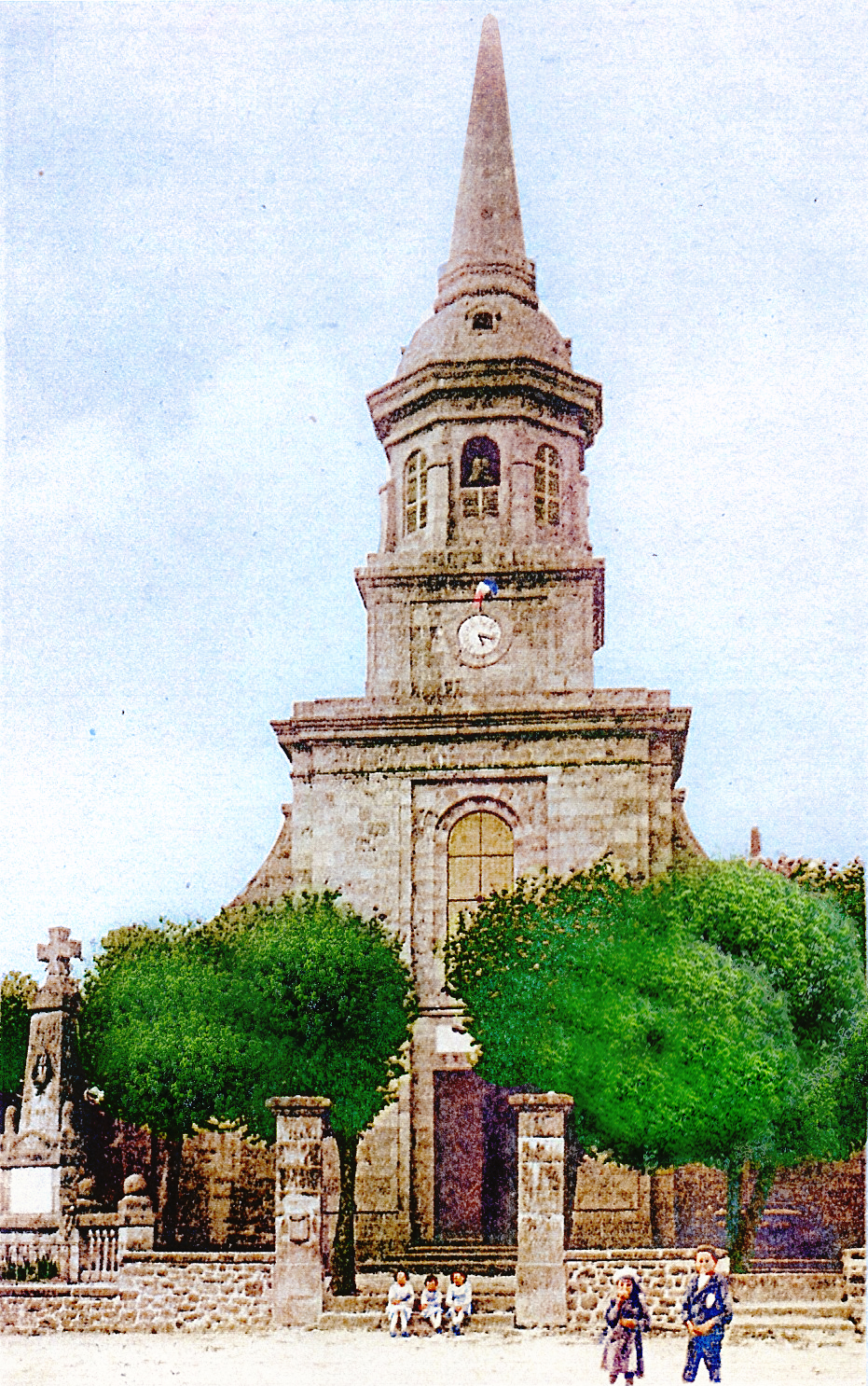
Старая церковь Святых Петра и Павла (разрушена в 1945 году)

1. 1 2  база данных о французских коммунах — Национальный географический институт Франции, 2015.